# Suddivisioni del Perù
Il Perù è suddiviso in:
- 25 regioni, cui si aggiunge una provincia a statuto speciale;
- 196 province;
- 1830 distretti, corrispondenti in linea di massima ai comuni.

## Storia
Quando nacque la Repubblica Peruviana, le precedenti sovrintendenze del Vicereame del Perù furono convertite in dipartimenti della Repubblica, suddivisi a loro volta in 56 province e 439 distretti. 
Nel 1821 il Perù contava sette dipartimenti:
- Arequipa
- Ayacucho
- Cuzco
- Tarma
- La Libertad
- Lima
- Puno

che a loro volta vennero suddivisi progressivamente fino alla configurazione attuale.
Il 22 aprile del 1857 la provincia del Callao fu elevata a provincia costituzionale dal governo di Ramón Castilla, essendo l'unica che raggiunse questo stato legale di autonomia interna (continuò a far parte del dipartimento di Lima).
Come risultato della guerra del Pacifico il Perù perse il dipartimento di Tarapacá e la provincia di Arica, oggi appartenenti al Cile.
Il capoluogo del dipartimento di Lima era la città di Lima; quando venne dichiarato il regime speciale nella provincia di Lima, la sede del governo regionale di Lima divenne Huacho.
A metà degli anni ottanta il governo di Alan García Pérez decretò la creazione delle regioni, iniziando così la regionalizzazione del Perù.
Questa prima suddivisione fu realizzata frettolosamente, producendo seri problemi amministrativi per cui il progetto fu cestinato dal governo di Alberto Fujimori, tuttavia col mantenimento di alcune funzioni. 
Nel marzo del 2002 il territorio peruviano era costituito da 24 dipartimenti, 194 province e 1828 distretti.
Il 16 novembre del 2002, durante il governo di Alejandro Toledo, fu promulgata la "Ley Orgánica de Gobiernos Regionales", che stabiliva la riattivazione del processo di regionalizzazione. In virtù di questa norma, si cercò di creare nel paese un nuovo livello di suddivisioni, le Regioni del Perù sul territorio dei dipartimenti prevedendo fusioni reciproche in modo che ogni regione possa inglobare territori di differenti dipartimenti. 
Nell'ottobre del 2005 fu realizzato il primo referendum per l'unione di differenti dipartimenti in regioni, ma tutte le iniziative furono respinte dalla popolazione, a parte nel dipartimento di Arequipa.
Attualmente nel Perù i termini di "dipartimento" e "regione" coincidono, facendo riferimento ad uno stesso territorio, e la struttura statale continua a considerare i dipartimenti come regioni base della organizzazione territoriale.

## Regioni
Il paese è diviso in 25 regioni, cui si aggiunge una provincia a statuto speciale: si tratta della provincia di Lima, sede della capitale. Inoltre, la regione di Callao è formalmente definita come provincia costituzionale.
Le regioni hanno preso il posto dei dipartimenti nel 2002.
Benché il capoluogo regionale sia per regola il centro economico e culturale della rispettiva regione, esistono rivalità notorie, come ad esempio nel dipartimento di Ancash (Chimbote e Huaraz), nel dipartimento di Apruimac ((Andahuaylas e Abancay), nel dipartimento di San Martín (Tarapoto, Juanjuí e Moyobamba), nel dipartimento di Moquegua (Ilo e Moquegua) e nel dipartimento di Puno (Juliaca y Puno).

## Province
Il Paese è diviso in 196 province.

## Distretto Calleria
I distretti sono amministrati da un sindaco (alcalde); il distretto centrale (distrito del cercado) di ciascuna provincia è amministrato direttamente dal governo provinciale.
La municipalità metropolitana di Lima e le municipalità di frontiera (ovvero confinanti con altri stati) sono a regime speciale. 
Esistono infine le municipalità di centro abitato (municipalidad de centro poblado), che possono essere create in determinate aree per aumentare il decentramento dei servizi pubblici, su approvazione della municipalità distrettuale.

## Problemi di confini
Secondo quanto riportato dall'INEI (Istituto nazionale di statistica e informatica del Perù) il 68% delle province e l'85% dei distretti non ha confini ben definiti.
Inoltre l'85% dei centri abitati che costituiscono le province e i distretti non hanno riconoscimento ufficiale nelle categorie stabilite dal decreto D.S 044-90-PCM. È quindi un compito molto importante e prioritario che le amministrazioni provinciali e distrettuali si propongano di definire i confini dei propri territori e rafforzare l'unità e lo sviluppo del paese.